# Alexander Alexandrowitsch Kruschelnizki
Alexander Alexandrowitsch Kruschelnizki (russisch Александр Александрович Крушельницкий, englisch Alexander Krushelnitskiy; * 20. Mai 1992 in Sankt Petersburg) ist ein russischer Curler. Er spielt vorwiegend im Mixed-Doubles.

## Karriere
Kruschelnizki begann seine internationale Karriere bei der Mixed-Doubles-Weltmeisterschaft 2015. Zusammen mit Wiktorija Moissejewa kam er auf den sechsten Platz. Bei der Mixed-Doubles-Weltmeisterschaft 2016 spielte er mit Anastassija Brysgalowa und gewann durch einen Finalsieg gegen das chinesische Team mit Ba Dexin und Wang Rui die Goldmedaille. Die Titelverteidigung bei der Mixed-Doubles-Weltmeisterschaft 2017 gelang nicht; die beiden wurden nur Neunte.
Bei der Mixed-Weltmeisterschaft 2016 spielte er als Skip des russischen Teams, das die Goldmedaille gewann. Zusammen mit Anastassija Brysgalowa spielte er beim erstmals ausgetragenen Mixed-Doubles-Wettbewerb bei den Olympischen Winterspielen 2018 für das Team Olympic Athletes from Russia. Die beiden belegten nach der Round Robin den dritten Platz. Im Halbfinale verloren sie gegen die Schweiz (Jenny Perret und Martin Rios), konnten aber im Spiel um Platz 3 das norwegische Team (Magnus Nedregotten und Kristin Skaslien) mit 8:4 schlagen und die Bronzemedaille gewinnen.
Am 18. Februar 2018 wurde in seiner A-Probe die verbotene Substanz Meldonium gefunden. Die B-Probe bestätigte den Befund einen Tag später. Die Anti-Doping-Division des Internationalen Sportgerichtshofs (CAS) eröffnete gegen Kruschelnizki ein Verfahren. Am 22. Februar 2018 sprach sie ihn schuldig und schloss ihn von den Winterspielen 2018 aus. Der 25-Jährige gab seine olympische Bronzemedaille zurück (siehe Liste der aberkannten olympischen Medaillen). Anfang Dezember 2018 verhängte die Anti-Doping-Division des internationalen Sportgerichtshofs eine Doping-Sperre von vier Jahren, beginnend am 12. Februar 2018.

## Privatleben
Kruschelnizki ist seit 2017 mit seiner Spielpartnerin Anastassija Brysgalowa verheiratet.